# آنا فریل
آنا فریل (انگلیسی: Anna Friel؛ زادهٔ ۱۲ ژوئیهٔ ۱۹۷۶) یک هنرپیشه اهل بریتانیا است. وی از سال ۱۹۸۶ میلادی تاکنون مشغول فعالیت بوده‌است.
از فیلم‌ها یا برنامه‌های تلویزیونی که وی در آن نقش داشته‌است می‌توان به نامحدود، سرزمین گمشده، رؤیای شب نیمه تابستان، غریبه‌ای دراز و سیاه را ملاقات خواهی کرد، معامله‌گر سرکش، ادیسه آمریکایی، سرزمین دختران، نگاه عشق، مردم خوب و باتوری اشاره کرد.